# La edad de la ira (serie de televisión)
La edad de la ira es una serie de televisión web española escrita por Juanma Ruiz Córdoba y Lucía Carballal, y dirigida por Jesús Rodrigo, basada en la novela homónima de 2011 de Nando López. Está protagonizada por Manu Ríos, Carlos Alcaide, Amaia Aberasturi y Daniel Ibáñez. Se estrenó en Atresplayer Premium el 27 de febrero de 2022, y concluyó el 20 de marzo de 2022.

## Sinopsis
El brutal asesinato de un hombre, presuntamente, a manos de su hijo Marcos (Manu Ríos), un tío sin problemas aparentes, cae como un jarro de agua fría en el día a día de un instituto en donde alumnos y profesores se preguntan qué ha fallado para un chico popular, casi perfecto, haya acabado cometiendo semejante crimen. En la investigación, se descubre qué le ocurre al enigmático joven y su entorno, desde sus mejores amigos, hasta su vida en el instituto, pasando por los duros acontecimientos familiares a los que ha tenido que enfrentarse en los últimos meses. Todo conducirá a saber si realmente fue Marcos el asesino de su padre.

## Reparto

### Principales
- Manu Ríos como Marcos
- Amaia Aberasturi como Sandra
- Daniel Ibáñez como Raúl
- Carlos Alcaide como Ignacio
- Eloy Azorín como Álvaro

### Secundarios
- Sara Jiménez como Bárbara
- María Morales
- Xavi Sáez
- Rocío Muñoz-Cobo como Ángela Vergara
- Álvaro Larrán como Adrián
- Dani Sabiti como Ahmed
- Daniel Cabrera como Xuso
- Lydia Pavón como Meri
- Oriol Franco como Paco
- Markos Marín
- Sara Deray como madre de Sandra
- Eleazar Ortiz
- Joan Pedrola
- Marina Fábregas

## Episodios
| N.º | Título    | Dirigido por  | Escrito por                         | Fecha de lanzamiento original |
| --- | --------- | ------------- | ----------------------------------- | ----------------------------- |
| 1   | «Sandra»  | Jesús Rodrigo | J.M. Ruiz Córdoba y Lucía Carballal | 27 de febrero de 2022         |
| 2   | «Ignacio» | Jesús Rodrigo | J.M. Ruiz Córdoba y Lucía Carballal | 6 de marzo de 2022            |
| 3   | «Raúl»    | Jesús Rodrigo | J.M. Ruiz Córdoba y Lucía Carballal | 13 de marzo de 2022           |
| 4   | «Marcos»  | Jesús Rodrigo | J.M. Ruiz Córdoba y Lucía Carballal | 20 de marzo de 2022           |

## Producción
En abril de 2021 Atresplayer anunció la producción de la serie, siendo esta una adaptación de la novela homónima, escrita por Nando López. El rodaje de la serie comenzó en septiembre del mismo año, confirmándose a Manu Ríos, Carlos Alcaide, Amaia Aberasturi y Daniel Ibáñez, para interpretar los papeles principales.